# Loriots Telecabinet
Loriots Telecabinet ist eine Fernsehsendung von Loriot und Tim Moores, die vom Süddeutschen Rundfunk produziert und am 13. November 1974 im Deutschen Fernsehen ausgestrahlt wurde. Sie war die erste komplett selbst konzipierte Fernsehsendung Loriots, der neben der Verantwortlichkeit für das Buch auch die Regie übernahm und in mehreren Rollen auftrat. Zu sehen ist die Parodie einer Talkshow, die von mehreren Sketchen unterbrochen wird. Teile des Telecabinets wurden in späteren Loriot-Sendungen wiederverwendet und sind auch in Textform erschienen. Eine 1972 von Südwest 3 gezeigte Spezialausgabe von Loriots erster Sendereihe Cartoon trug ebenfalls den Titel Loriots Telecabinet.

## Inhalt
Zu Beginn der Sendung sieht man Loriot als sich selbst, der auf einem roten Sofa die fiktive Talkshow Schmollers Talk-In ankündigt. Sie bildet den Sendungsrahmen und wird von fünf Filmbeiträgen unterbrochen; moderiert wird sie von Viktor Schmoller. Zunächst sind vier Gäste anwesend: die alternde Operettendiva Gloria Miranda, Prof. Ludwig Pahlke als Leiter des bekannten Beethoventrios, der Rennfahrer Schorsch Riedelberger sowie Dr. Ernst Dattelmann als Direktor des Frankfurter Instituts für zeitgemäße Etikette. Nach ihrer Vorstellung wird ein Film eingeblendet, der die Ankunft von Königin Elisabeth II. am Stuttgarter Flughafen und später beim Süddeutschen Rundfunk zeigt. Danach nimmt die britische Königin im Studio den letzten freien Platz ein. Der Stuhl wurde extra für sie gebaut, was ihr Schmoller mitteilt, wobei er versucht, das Englisch gleichzeitig ins Deutsche zu übersetzen.
Dann darf Dr. Dattelmann kurz die Ziele seines Instituts vorstellen, bevor der Sketch Benimmschule eingeblendet wird, der eine praktische Übung zeigt. Der Teilnehmer Blühmel soll dabei gemeinsam mit Angestellten des Instituts (Frau Schuster und Frau Krakowski), die seine Gattin bzw. eine Bekannte spielen, ein mehrgängiges Menü einnehmen. Im Gegensatz zu den Damen muss Blühmel die Speisen und alkoholischen Getränke wirklich zu sich nehmen. Durch die mehrfache Wiederholung der Übung wird er immer betrunkener und ausfallender, ein weiterer Running Gag ist dabei die für Blühmel schwierige Aussprache des Weinguts Château Lafite. Dennoch berichtet Dattelmann nach Ende des Filmbeitrags, dass Blühmel zehn Minuten später die Prüfung bestanden habe.
Der nächste Beitrag zeigt die Parodie eines Formel-1-Rennens auf dem fiktiven Plattenbergring. Für den Grand Prix haben sich fünf Nationen qualifiziert: England, die USA, Italien, Deutschland und die Sowjetunion. Die Rennteilnehmer fahren mit Tretautos über den Kurs. Durch einen Unfall aller anderen siegt am Ende der bis dahin zurückliegende Fahrer der Sowjetunion.
Als Nächstes ist das Beethoventrio beim Üben zu sehen. Neben dem Geiger Pahlke sind der Bratschist Böck und der Cellist Pochlow anwesend. Alle drei sind schwerhörig, tragen die Frisur Beethovens und spielen schief. Während der Übung kommt es zu einem auf absurder Wortkomik basierenden Dialog zwischen Pahlke und Böck darüber, ob Beethoven im Jahr 1796 Ohren wie ein Falke hatte und diese überhaupt Ohren haben.
Der letzte Filmbeitrag zeigt die chaotischen Dreharbeiten des Films Operette, in dem Gloria Miranda gemeinsam mit Walter Walewski spielt und bei dem Erich Muffat Regie führt.
Nach der Verabschiedung Schmollers von den Zuschauern beginnt die britische Königin mit einer schriftlich vorbereiteten Nonsens-Rede. Sie hatte zuvor schon mehrfach versucht, diese vorzutragen, wurde aber immer wieder im ersten Satz unterbrochen.

## Produktion und Veröffentlichung
Zwischen 1967 und 1972 produzierte der Süddeutsche Rundfunk Loriots erste Sendereihe Cartoon. 1972 wurde eine Spezialausgabe produziert, die den Titel Loriots Telecabinet trug und aus einem Zusammenschnitt von zuvor bereits bei Cartoon gezeigten Fernsehparodien bestand. Sie war der deutsche Beitrag beim Fernsehfestival Rose d’Or in Montreux und wurde, anders als die übrigen Cartoon-Folgen, nicht im ersten Programm der ARD, sondern am 26. März 1972 auf dem dritten Programm Südwest 3 ausgestrahlt.
Unabhängig von Cartoon entstand in Zusammenarbeit mit dem Süddeutschen Rundfunk 1974 eine neue Sendung mit dem Titel Loriots Telecabinet. Anders als Cartoon, für das die Redaktion „Kultur und Gesellschaft“ unter dem Redakteur Dieter Ertel verantwortlich gewesen war, entstand das Telecabinet in Zusammenarbeit mit der Redaktion „Fernseh-Unterhaltung“ unter Edwin Friesch. Einiges im Telecabinet erinnert noch an Cartoon. Dazu gehören das am Anfang gezeigte rote Sofa, die Figur des Moderators Schmoller sowie Heiner Schmidt, Darsteller des Dr. Dattelmann, die beide in späten Cartoon-Folgen Auftritte hatten. Auch der Brite Tim Moores, Co-Autor des Telecabinets, hatte ab 1970 bereits an Cartoon als Autor und Regisseur mitgewirkt. Im Begleitheft der DVD-Gesamtausgabe von Loriots Fernsehschaffen wird das Telecabinet von 1974 sogar als Cartoon-Sondersendung bezeichnet.
Die Sendung wurde als Einzelsendung am 13. November 1974 im Deutschen Fernsehen ausgestrahlt. Ob es Pläne für eine Fortsetzung gegeben hatte, ist nicht klar. Der Spiegel spricht in einem Artikel vom nächsten Telecabinet, das im November 1975 ausgestrahlt werden sollte. In der Zeit heißt es allerdings, dass es erstmal nur eine Ausgabe geben werde, da Loriot zeitlichen Abstand brauche, um seine Arbeit beurteilen zu können.
Teile der Sendung wurden in späteren Loriot-Sendungen erneut gezeigt. So sind in der Sendung Loriots 60. Geburtstag sowohl der Sketch Benimmschule als auch Ausschnitte aus den Beiträgen mit der britischen Königin zu sehen. In der Sendung zu Loriots 70. Geburtstag wurde ein Teil des Beethoventrio-Beitrags gezeigt. In der Schnittfassung der Serie Loriot aus dem Jahr 1997 wurden sowohl die Benimmschule (Folge 8) als auch das Beethoventrio (Folge 10) aufgenommen.  Daneben erschienen die beiden Sketche auch in gedruckter Form. Die Benimmschule wurde unter dem Titel Anstandsunterricht publiziert, wobei das Ende so angepasst wurde, dass Herr Blühmel direkt sein Diplom erhält. Vom Beethoventrio wurde nur die Diskussion um das Gehör von Beethoven und Falken als Text veröffentlicht.

## Analyse und Bewertung
Mit der Talkshow bediente sich Loriot eines Sendeformats, das damals im westdeutschen Fernsehen immer häufiger wurde. Nachdem der WDR im März 1973 mit Je später der Abend den Anfang gemacht hatte, folgten bald weitere Sendeanstalten mit eigenen Formaten. Die Idee, die Rahmenhandlung selbst zum Teil der Satire werden zu lassen, verwendete Loriot im Telecabinet zum ersten Mal. Sie wurde später immer wieder von ihm aufgegriffen. Inhaltlich besteht beim Telecabinet eine deutliche Nähe zu den späten Cartoon-Folgen, die sich ebenfalls der Fernsehparodie widmeten. Standen dort vor allem Politiker und Wissenschaftler im Mittelpunkt, sind es diesmal Menschen aus Kultur, Unterhaltung und Sport. Die Komik liegt laut dem Germanisten Stefan Neumann, der seine Dissertation zum Werk Loriots verfasste, beim Telecabinet wie bei den Cartoon-Folgen vor allem „in dem Alternativkontrast zwischen dem hohen Bemühen und dem kläglichen Scheitern der einzelnen Figuren“.
Die Qualität der einzelnen Filmbeiträge bewertet Neumann unterschiedlich. Während er die Benimmschule als „[h]ervorragend gelungen“ ansieht und zu den „Klassikern des loriotschen Fernsehwerks“ zählt, findet er die Einspieler zur Formel 1 und zu den Dreharbeiten eher mittelmäßig. Auch die Wahl der Schauspieler, ausgenommen Jeannette Charles in der Rolle der Queen, Heiner Schmidt als Dr. Dattelmann und Loriot selbst, sei nicht ideal.
Die zeitgenössische Kritik war positiv. So war für Clara Menck von der Frankfurter Allgemeinen Zeitung das Telecabinet „seit langem der stärkste und so ziemlich auch einzige Beweis, daß das deutsche Fernsehen doch etwas mit Komik zu tun haben kann.“ Auch Manfred Sack lobte in der Zeit die Sendung und hielt die Benimmschule sowie die Rennreportage für am besten gelungen.

## Bildtonträger
- Loriot: Die vollständige Fernseh-Edition. Warner Home Video, Hamburg 2007, DVD Nr. 2.